# Trigonoderopsis
Trigonoderopsis är ett släkte av steklar. Trigonoderopsis ingår i familjen puppglanssteklar.
Kladogram enligt Catalogue of Life:
| Trigonoderopsis | \| \| Trigonoderopsis bouceki \| \| \| \| \| \| Trigonoderopsis petiolata \| \| \| \| \| \| Trigonoderopsis silvensis \| \| \| \| |
|                 | \| \| Trigonoderopsis bouceki \| \| \| \| \| \| Trigonoderopsis petiolata \| \| \| \| \| \| Trigonoderopsis silvensis \| \| \| \| |
|                 | Trigonoderopsis bouceki |
|                 | |
|                 | Trigonoderopsis petiolata |
|                 | |
|                 | Trigonoderopsis silvensis |
|                 | |